# The Call (canción)
«The Call» (en español: «La Llamada») es una canción por los Backstreet Boys. Fue lanzada el martes 6 de febrero de 2001 como el segundo sencillo de su álbum Black & Blue.

## Discos sencillos
Europa Parte 1
1. «The Call»
2. «Shape Of My Heart» [Soul Solution Radio Mix]

Europa Parte 2
1. The Call
2. «Shape Of My Heart» [Soul Solution Radio Mix]
3. «Shape Of My Heart» [Soul Solution Club Mix]

The Neptunes Remix
1. «The Call» [Neptunes Remix With Rap]
2. «The Call» [Neptunes Remix No Rap]
3. «The Call» [Earthtone III Remix]

Remixes Promocional
1. «The Call» [Neptunes Remix With Rap]
2. «The Call» [Neptunes Remix No Rap]

Remixes
1. «The Call»
2. «The Call» [Fragma Remix]
3. «The Call» [Tom Novy Remix]
4. «The Call» [Neptunes Remix With Rap]
5. «The Call» [Kruger Mix]
6. «The Call» [Thunderpuss Radio Edit]
7. «The Call» [Thunderpuss Club Mix]
8. «The Call» [Thunderdub]

Vinilo Promocional
1. «The Call» [Neptunes Remix With Rap]
2. «The Call» [Neptunes Remix No Rap]
3. «The Call» [Neptunes Remix Instrumental]

Remixes Vinilo
1. «The Call» [Thunderpuss Club Mix]
2. «The Call» [Destiny Mix]
3. «The Call» [Fragma Remix]
4. «The Call» [Kruger Mix]
5. «The Call» [Thunderpuss Radio Edit]

Remixes Urbanos Vinilo
1. «The Call» [Neptunes Remix With Rap]
2. «The Call» [Neptunes Remix No Rap]
3. «The Call» [Markus DL Remix]
4. «The Call» [Earthtone III Remix]
5. «The Call» [Aza's Blak Beatniks Club Mix]

## Vídeo musical
El vídeo musical para "The Call" fue dirigido por Francis Lawrence desde el 22 de diciembre hasta el 24 de 2000. Para el vídeo, la versión del álbum de la canción fue editada para extender la duración de la canción. Se le añadieron sonidos de teléfono al comienzo. Una tercera repetición del estribillo final fue agregada. Hubo dos cortes del vídeo. Una versión mostraba la versión del álbum modificada, y la segunda mostraba el Neptunes Remix. Las dos versiones eran esencialmente las mismas. 
El miembro de la banda A. J. McLean admitió luego en The Oprah Winfrey Show (en un episodio hablando sobre su recuperación de la depresión y abuso al alcohol y drogas) que probó cocaína por primera vez en el rodaje de este vídeo. 
El vídeo musical ganó un Premio MTV Asia en 2002 por Víde Favorito.
También hay un vídeo inédito remix que utiliza Thunderpuss Club Mix.
Tanto esta canción como su vídeo musical cuenta con muchos covers, homenajes y videos-parodias en distintos portales de internet y Youtube. Dichos trabajos han sido realizados por fanes de la banda, o por artistas y actores. En esa línea, se destaca el video realizado por los chilenos Bomb Boys, que cuenta con miles de reproducciones en la web y el reconocimiento del Canal de Las Estrellas (Televisora Mexicana) y su programa SuperHit, al "mejor video realizado por fanes" del año 2007.

### Trama
El vídeo para "The Call", que complementa la letra de la canción, cuenta la historia de un hombre que le es infiel a su novia. Él se encuentra con otra mujer en un club nocturno y deja el club con ella en lugar de ir a casa con su novia (a quien llama para inventar una excusa por llegar tarde a casa). Sin embargo, un giro en la historia se revela al final del vídeo, cuando parece ser que la novia del hombre conoce a la mujer con quien engañó. Esto quizás lleva al espectador a la conclusión que la novia del hombre lo puso a prueba para probar su fidelidad. Este tipo de trama ha sido conocida por ser utilizada en otros vídeos pop. En el vídeo para "The Call", el hombre es representado progresivamente por los cinco miembros de los Backstreet Boys.

## Posicionamiento
La canción se las arregló para llegar al top 10 en Reino Unido. Sin embargo, falló en llegar al top 40 en las listas estadoundienses llegando sólo al número 52.